# Jawahar-Tunnel
Der Jawahar Tunnel (Hindi जवाहर सुरंग), auch „Banihal Tunnel“ oder „Banihal Pass“ genannt, ist ein Straßentunnel in Indien im Unionsterritorium Jammu und Kashmir an der Grenze der Distrikte Ramban (Division Jammu) und Anantnag (Division Kashmir). Er liegt auf einer Höhe von 2200 m und hat eine Länge von 2,85 km. Er besteht aus zwei jeweils einspurigen Röhren. Der Tunnel ersetzt den kurvenreichen Weg über den 2800 m hohen Banihal Pass im Pir Panjal Gebirge und ermöglicht eine weitgehend ganzjährige Verkehrsverbindung zwischen dem Kaschmirtal und dem Rest Indiens.
Nach zweijähriger Bauzeit wurde der Tunnel am 22. Dezember 1956 eröffnet. Gebaut wurde er unter der Leitung zweier deutscher Ingenieure (Alfred Kunz and C. Barsel) und war damals einer der längsten Straßentunnel in Asien. Benannt ist das Bauwerk nach dem seinerzeitigen Premierminister Indiens Jawaharlal Nehru. Durch den Tunnel verläuft der National Highway 1A, der inzwischen die Nummer NH44 bekommen hat. Er verbindet die Stadt Srinagar in Kaschmir mit den Städten Jammu und Jalandhar im Staat Punjab. Der Tunnel befindet sich zwischen den Orten Banihal im Süden und Qazigund im Norden, die jeweils auf rund 1700 m Höhe liegen.
Der Tunnel war ursprünglich für 150 Fahrzeuge täglich in jeder Richtung ausgelegt. Inzwischen hat sich die Zahl auf 7000 in beiden Richtungen erhöht. Die Tunnelröhren wurden mehrfach renoviert und ausgebaut. Sie verfügen heute über eine ordentliche Beleuchtung, Ventilationssysteme, Sensoren für Luftverschmutzung und Temperatur, Notrufeinrichtungen sowie Videoüberwachung. Die Zufahrtsrampen sind vor allem im Winter (Dezember/Januar) oft durch heftige Schneefälle oder Murenabgänge blockiert.
Der Tunnel hat eine wichtige militärische Bedeutung. Im Kaschmirgebiet gibt es seit vielen Jahren ungelöste territoriale Konflikte zwischen Indien, Pakistan und China. Fotografieren im Umfeld des Tunnels ist deshalb verboten. Der Tunnel ist einer der wenigen ganzjährigen Straßenverbindungen in das Kaschmirtal.
Seit 2018 ist ein neuer, 8,5 km langer Straßentunnel mit dem Namen Banihal Qazigund Road Tunnel im Bau. Er wird über zwei Fahrspuren in jeder Richtung verfügen und rund 400 m niedriger liegen. Die Eröffnung ist 2021 geplant.[veraltet]